# Aristolochia maxima
Aristolochia maxima là một loài thực vật có hoa trong họ Aristolochiaceae. Loài này được Jacq. mô tả khoa học đầu tiên năm 1760.